# Scranton Wilkes-Barre Steamers
Gli Scranton Wilkes-Barre Steamers sono stati una società di pallacanestro statunitense con sede a Scranton, in Pennsylvania.
Nacquero nel 2012 per partecipare al campionato PBL. Disputarono una stagione, perdendo la semifinale con i Central Illinois Drive. Scomparvero al termine della stagione.

## Stagioni
| Stagione | Lega | Denominazione                  | V  | P  | %    | Piazzamento | Play-off   |
| -------- | ---- | ------------------------------ | -- | -- | ---- | ----------- | ---------- |
| 2012     | PBL  | Scranton Wilkes-Barre Steamers | 10 | 10 | 50,0 | 2º          | Semifinale |